# Wacław Zawrotny
Wacław Zawrotny ps. Błyskawica, Witold (ur. 1903, zm. 1956) – polski inżynier-konstruktor i oficer, żołnierz Armii Krajowej.
Absolwent Politechniki Warszawskiej, oficer rezerwy Wojska Polskiego (saper), przed II wojną światową związany z polskim przemysłem zbrojeniowym, a podczas okupacji niemieckiej prowadził niewielki zakład przemysłowy koło Warszawy. Był autorem wielu rozwiązań konstrukcyjnych i patentów, m.in. w latach 1942-1943 wynalazł i skonstruował wraz z Sewerynem Wielanierem pistolet maszynowy Błyskawica. Członek Armii Krajowej i uczestnik powstania warszawskiego w Szefostwie Produkcji Konspiracyjnej Oddziału IV Kwatermistrzowskiego KG AK.
Polska była jedynym z okupowanych krajów, który w warunkach konspiracji w małych fabrykach i zakładach rzemieślniczych produkował broń własnej konstrukcji.
Odznaczony czterokrotnie Złotym Krzyżem Zasługi z Mieczami.